# قصر قارون

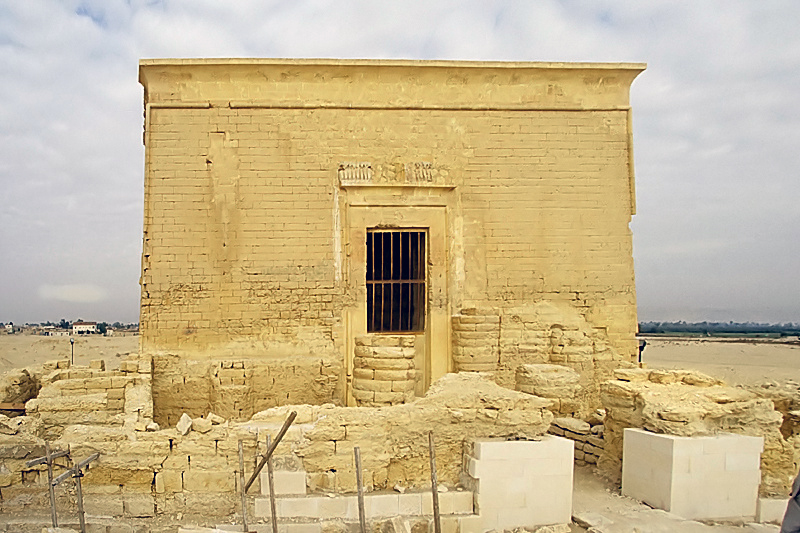
المنظر الأمامي للقصر

قصر قارون موقع أثري عبارة عن معبد في مدينة اثرية يقع بالقرب من بحيرة قارون بمحافظة الفيوم
من المعروف أن «معبد قصر قارون» هو معبد من العصر اليونانى، ولا علاقة له بقارون الذي جاء ذكره في القرآن الكريم؛ والذي قال عنه بسم الله الرحمن الرحيم «فخسفنا به وبداره الأرض» صدق الله العظيم.
معبد قصر قارون كما يذكر في المصادر الاثرية هو معبد من العصر اليونانى الرومانى وخصص لعبادة الإله سوبك و«ديونيسيوس» إله الخمر والحب «عند الرومان» ولكن سكان المنطقة في العصور الإسلامية أطلقوا عليه تسمية قصر قارون لوجوده بالقرب من بحيرة قارون المجاورة له؛ والتي تم تسميتها بهذا الاسم لكثرة القرون والخلجان بها فأطلق عليها في البداية بحيرة (القرون)، وحرفت إلى بحيرة قارون؛ مع العلم أن هذه البحيرة في الأصل البقية الباقية من «بحيرة موريس» في التاريخ الفرعونى، وبالنسبة لعدد الحجرات في المعبد فإنها اقل من مائة حجرة، وكانت تستخدم لتخزين الغلال واستخدامات كهنة المعبد في هذا الوقت.
إما عن الطريق الذي يربط المدينة التي يقع بها المعبد «قصر قارون» وبين الإسكندرية فالحقائق العلمية تؤكد وجود طريق برى يصل بين الفيوم والإسكندرية، وكان يستخدم في نقل البضائع أيام الرومان من الفيوم ومحافظات الصعيد إلى ميناء الإسكندرية ثم إلى أوروبا.
إحدى الدراسات الحديثة أكدت تعامد الشمس على معبد قصر قارون في يوم 21 ديسمبر من كل عام، وتم تشكيل لجنة من علماء الاثار والتي أكدت ما جاء بالدراسة وأن الشمس تتعامد على قدس الأقداس بالمعبد في هذا التوقيت ويستمر التعامد حوالى 25 دقيقة.
وكان عدد من الباحثين الاثريين قد قاموا بنشر أبحاث عن تعامد الشمس على قدس الأقداس في المعبد في هذا التاريخ من كل عام، والذي يوافق الانتقال الشتوى، ولقد تأكدت اللجنة من صحة تعامد الشمس على المقصورة الرئيسية واليمنى في قدس الأقداس ولم تتعامد الشمس على المقصورة اليسرى، وهو ما أكده البحث لان هذه المقصورة كان بها مومياء التمساح رمز الإله (سوبك) إله الفيوم في العصور الفرعونية والذي لا يجب أن يعرض للشمس حتى لا تتعرض المومياء للأذى، خاصة وأن هذه المومياء من المفترض أن تكون في العالم الآخر وأن الشمس تشرق على عالم الأحياء.
وقد سميت الفيوم باسم (مر ور) أي البحر العظيم يوم كانت المياه تغمر كل منخفض الفيوم، ثم سميت شيدت sdt sdt أي أرض البحيرة المستصلحة بناءً على عمليات إستصلاح الأراضي من مياه البحيرة، وفي العصر اليونانى الرومانى أطلق عليها اسم (كروكوديلوبوليس) لوجود التماسيح بالبحيرة والذي كان معبوداً للفيوم تحت اسم (الإله سوبك) وكان يطلق عليها أيضاً اسم (برسوبك) أي دار الإله سوبك وتغير الاسم إلى (أرسينوى) تكريماً لأخت زوجة بطليموس الثاني فيلادلفوس، وهي أصل ديموطيقى P3-ym أي با يم معناها اليم أو البحيرة التي تحورت إلى فيوم وأضيفت إليها آداة التعريف العربية بعد الفتح العربي فأصبحت (الفيوم).